# 天主教埃紹韋教區
天主教埃紹韋教區（拉丁語：Dioecesis Eshovensis）是南非一個羅馬天主教教區，屬德班總教區。

## 歷史
教區的前身是祖魯蘭宗座監牧區，成立於1921年8月27日，1923年12月11日升格為代牧區並易名。1951年1月11日升為教區。

## 現況
教區範圍包括夸祖魯-納塔爾省北部，2006年有教友82,400人（佔轄區總人口3.6%）、廿九個堂區、四十三名司鐸。現任教區主教為多萊洛·達陡·庫馬洛。